# Baraba
Baraba je slovenski socialno-psihološki mladinski roman, delo pisateljice Janje Vidmar, ki obravnava pereč družbeni problem skozi doživljanje glavnega junaka. Gre za prvoosebno pripoved najstnika Mateja Filipčiča, ki se sooča s tipičnimi vprašanji mladostnika, iskanjem identitete, problemi pri socializaciji, postavljanjem novega razmerja do družine in doma, ljubeznijo in nemočjo pri premagovanju osamljenosti.

## Vsebina
Matej je šestnajstletnik, ki živi v neurejeni družini z mamo, očimom in polsestro Rebeko. Matej je pustil šolo, živi več na ulici kot doma in vsak teden dobi naročila od sumljivih znancev za vlamljanje v avtomobile in krajo. Njegova mati je postala alkoholičarka, ko je po prevari Matejevega očeta in razočaranju s sedanjim možem spoznala, da je njeno življenje zavoženo. Prijatelji Mateja kličejo Tizi. Njegova tako imenovana najboljša prijatelja sta Rori in njegov starejši brat Bunta. Toda ta dva mu večkrat pomagata zaiti v težave kot pa se rešiti iz njih.
Družinsko nasilje je vseskozi gibalo pripovedi, saj ga očim sovraži, pretepa in ga nikoli ne pokliče po imenu, saj je zanj le baraba, mulc, zguba, pankrt, prav tako pretepa tudi Matejevo mamo oziroma svojo ženo. Zato ga prijatelja Rori in Bunta prepričujeta, naj se očimu maščuje. Čeprav je njegovo mater sram, ker je njen sin tak malopridnež, ga ima vseeno rada in ga ščiti pred možem. Matej se res odloči, da bo pokazal očimu, kako njega in njegovo mater boli, ko ju vseskozi pretepa. Vendar bi za način, ki si ga je izbral, »oko za oko«, potreboval pajdaše, ki jih mora plačati. Ker denarja nima se odloči, da bo poiskal svojega pravega očeta. A ko pride na Štajersko pride do zapletov, saj njegova teta meni, da ga njegov oče ne bo hotel videti in ko spozna očetovo mamo oziroma svojo babico mu ta v zameno, da odide da deset tisočakov.
Matej se žalosten, ker ni spoznal očeta vrača domov, kjer ga na železniški postaji čaka njegov stalni kupec ukradenih koles Smaka, ki ga vplete v pretep in mu zagrozi, da bo pretepel sestro Rebeko, če v enem tednu ne dobi par koles. Matej ima svojo 12-letno polsestro Rebeko rad, vendar se teh čustev sramuje. Skuša preprečiti njeno vse hitrejše drsenje v mamila, prezgodnjo spolnost in neuspešnost v šoli ter tako postane tudi sam nasilen, zato ga očim vrže na cesto in mora noč preživeti v kleti stanovanjskega bloka. Nato ga k sebi sprejme Bisa, dekle ki mu je že nekaj časa všeč. Zapleteta se v ljubezensko razmerje, ki se kmalu konča. Ko Matej pride domov sliši na stopnišču prepir mame in očima, ki se konča tako, da očim porine pijano mamo po stopnišču in nato ta pristane v bolnišnici. V tem času, ko je Matejeva mati v bolnišnici mora biti Matej sam s svojim največjim sovražnikom, očimom, mati pa se v bolnišnici odloči da se bo poboljšala in da ne bo več pila. Medtem tudi njegov očim spozna, kaj pomeni očetovska ljubezen do pastorka in zato se Matej in očim počasi zbližata.

## Zbirka
Knjiga je prvič izšla leta 2001 v Zbirki Odisej založbe  Mladinska knjiga ter nato še leta 2006.

## Nominacije
Knjiga je bila nominirana za nagrado desetnica 2005.

## Izdaje
- Prva slovenska izdaja iz leta 2001 (COBISS)
- Druga slovenska izdaja iz leta 2006 (COBISS)